# Aepyornis
Aepyornis là một chi trong họ Aepyornithidae, là một trong ba chi chim chạy đặc hữu Madagascar cho đến khi tuyệt chủng vào khoảng năm 1000. Loài A. maximus (nặng đến 540 kilôgam (1.200 lb)) cho tới gần đây được coi là loài chim nặng nhất. Tuy nhiên, vào năm 2018, những mẫu vật lớn nhất (nặng đến 730 kilôgam (1.600 lb)) được chuyển sang chi họ hàng Vorombe.

## Phân loại
Brodkorb (1963) liệt kê bốn loài Aepyornis mà ông cho là hợp lệ: A. hildebrandti, A. gracilis, A. medius, A. maximus, Ngược lại, Hume and Walters (2012) liệt kê chỉ một loài: A. maximus. Mới đây nhất, Hansford & Turvey (2018) chỉ công nhận A. hildebrandti và A. maximus.
- Aepyornis hildebrandti Burckhardt, 1893
  - Aepyornis mulleri Milne-Edwards & Grandidier, 1894
  - Aepyornis gracilis Monnier, 1913
- Aepyornis maximus Hilaire, 1851
  - Aepyornis medius Milne-Edwards & Grandidier, 1866
  - Aepyornis cursor Milne-Edwards & Grandidier, 1894
  - Aepyornis lentus Milne-Edwards & Grandidier, 1894

Loài danh định Aepyornis titan Andrews, 1894 được Hansford & Turvey (2018) đặt vào chi riêng Vorombe (A. ingens là danh pháp đồng nghĩa của A. titan). Aepyornis grandidieri Rowley, 1867 là một đơn vị phân loại định danh chỉ bằng vụn vỏ trứng, do đó là một nomen dubium (tên nghi ngờ). Hansford & Truvey (2018) còn cho hay rằng Aepyornis modestus là danh pháp đồng nghĩa của Mullerornis modestus.